# Nauny
Nauny ou Nany (lecture antérieure : Entiuny) est une princesse égyptienne de la XXIe dynastie, probablement une fille du grand prêtre, plus tard pharaon Pinedjem Ier. Le nom de sa mère, Tentnaoubekhenouy, n'est connu que du papyrus funéraire de Nauny.

## Biographie
Ses titres, connus de sa tombe, sont Fille du roi de son corps, Chanteuse d'Amon, Dame de la maison. Ce titre est mentionné sur une figure d'Osiris de son enterrement,. Elle est probablement la fille de Pinedjem car elle a été enterrée à Deir el-Bahari, un lieu de sépulture populaire pour la famille royale de cette période, près de Bab el-Gasus (en), qui était également un lieu de sépulture populaire pour les prêtres ; aussi, la fille de Pinedjem Hénouttaouy et sa probable belle-fille Djedmoutesânkh (elle est peut-être l'épouse de Djedkhonsouefânkh) ont été enterrées à proximité et la momie et les cercueils d'Hénouttaouy présentent des similitudes avec ceux de Nauny. La mère de Nauny, Tentnaoubekhenouy, est également appelée fille du roi dans le livre des morts. Il n'est pas clair si Tentnaoubekhenouy était une fille d'Hérihor ou peut-être d'un roi tanite.

## Mort et enterrement

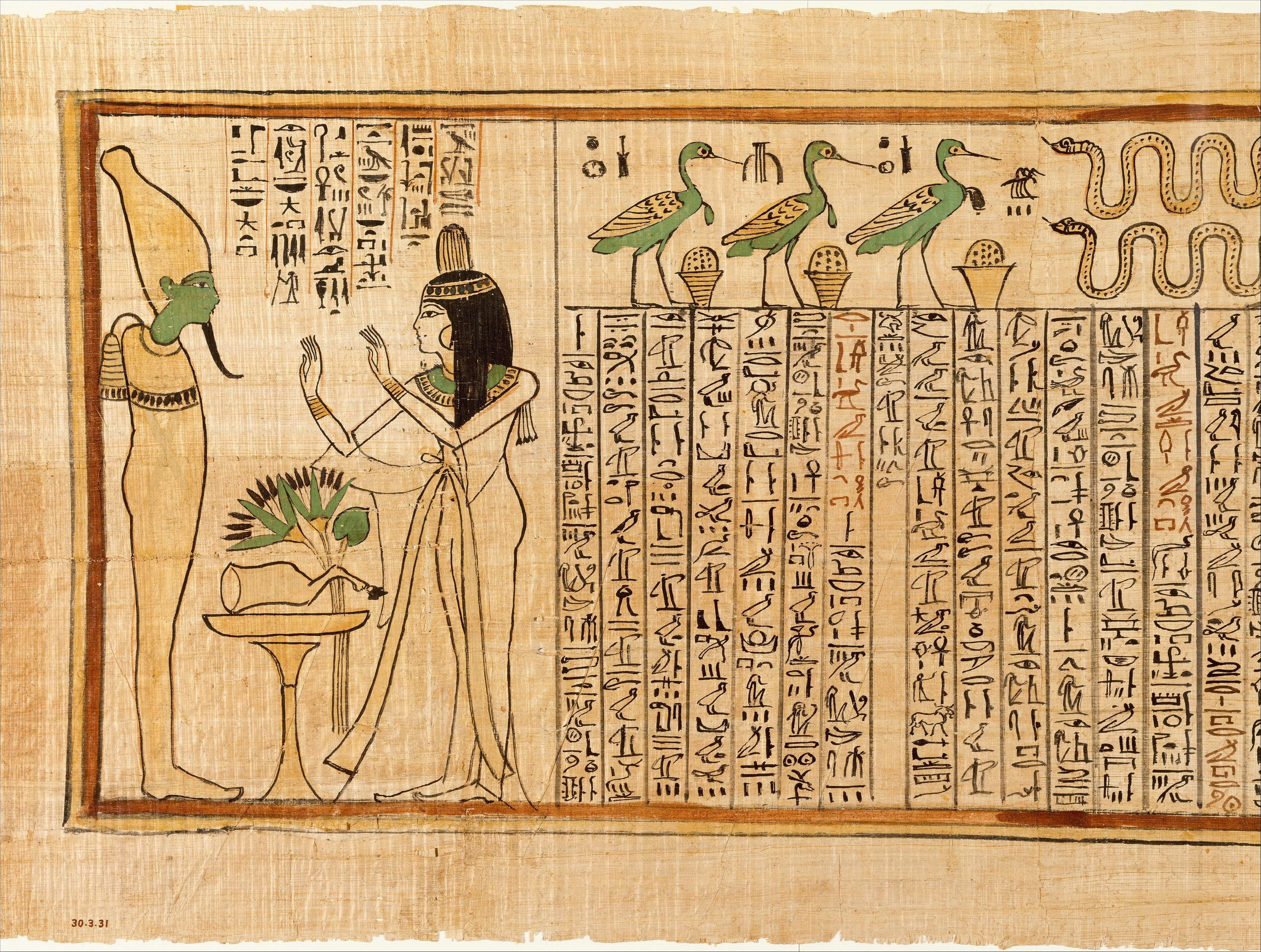
Livre des morts sur le papyrus funéraire de Nauny

La momie a été ouverte par Winlock et examinée par Winlock et Derry en 1929 ou 1930. Nauny était petite (environ 1,45 m) et potelée, comme deux autres enfants de Pinedjem, Hénouttaouy et le grand prêtre Masaharta. Elle avait environ 70 ans à sa mort.
La tombe thébaine TT358, où elle a été enterrée, appartenait à l'origine à une reine du début du XVIIIe dynastie, Ahmosé-Méritamon, la sœur-épouse d'Amenhotep Ier. Le tombeau a été restauré dans la 19e année de règne de Pinedjem et a été utilisé pour l'enterrement de Nauny plus tard ; selon Winlock, une génération plus tard, parce que les responsables de l'enterrement de Nauny ne connaissaient pas le plan d'origine de la tombe.
Le corps de Nauny fut retrouvé à l’intérieur d’un petit sarcophage emboîté dans un second, plus grand (ces deux sarcophages étaient à l'origine conçus pour sa mère). Un livre de l'Amdouat de la défunte était placé sur sa momie.  
Parmi les objets de sa tombe, 392 ouchebtis (dans sept boîtes), une amulette de scarabée, une statue d'Osiris et une copie du Livre des morts (à l'intérieur de la statue évidée) ont été trouvés,. Ce livre des morts fait partie des collections du Metropolitan Museum.